# Tomorrow Will Be Different
Tomorrow Will Be Different: Love, Loss, and the Fight for Trans Equalityは、2018年に出版されたサラ・マクブライドによる回顧録である。出版社はCrown Archetype、発行はペンギン・ランダムハウスである。

## 背景
2016年民主党全国大会で行われたマクブライドのスピーチの中で、「でも、私は明日は違うと信じています（But I believe tomorrow can be different）」というフレーズが使われている。

## 内容
書籍はマクブライドの回顧録である。特に、2011年にアメリカン大学で学生団体の学長を務めていたころに全国的なニュースになったトランスジェンダーのカミングアウトの頃からのものである。
アメリカ合衆国の元副大統領、46代大統領であるジョー・バイデンが前書きを書いている。トランスジェンダーの平等を「私たちの時代の市民権の問題」と呼んだ事前リリースのバイデンの言葉は、2017年10月の事前リリースで広く取り上げられた。

## 出版と受容

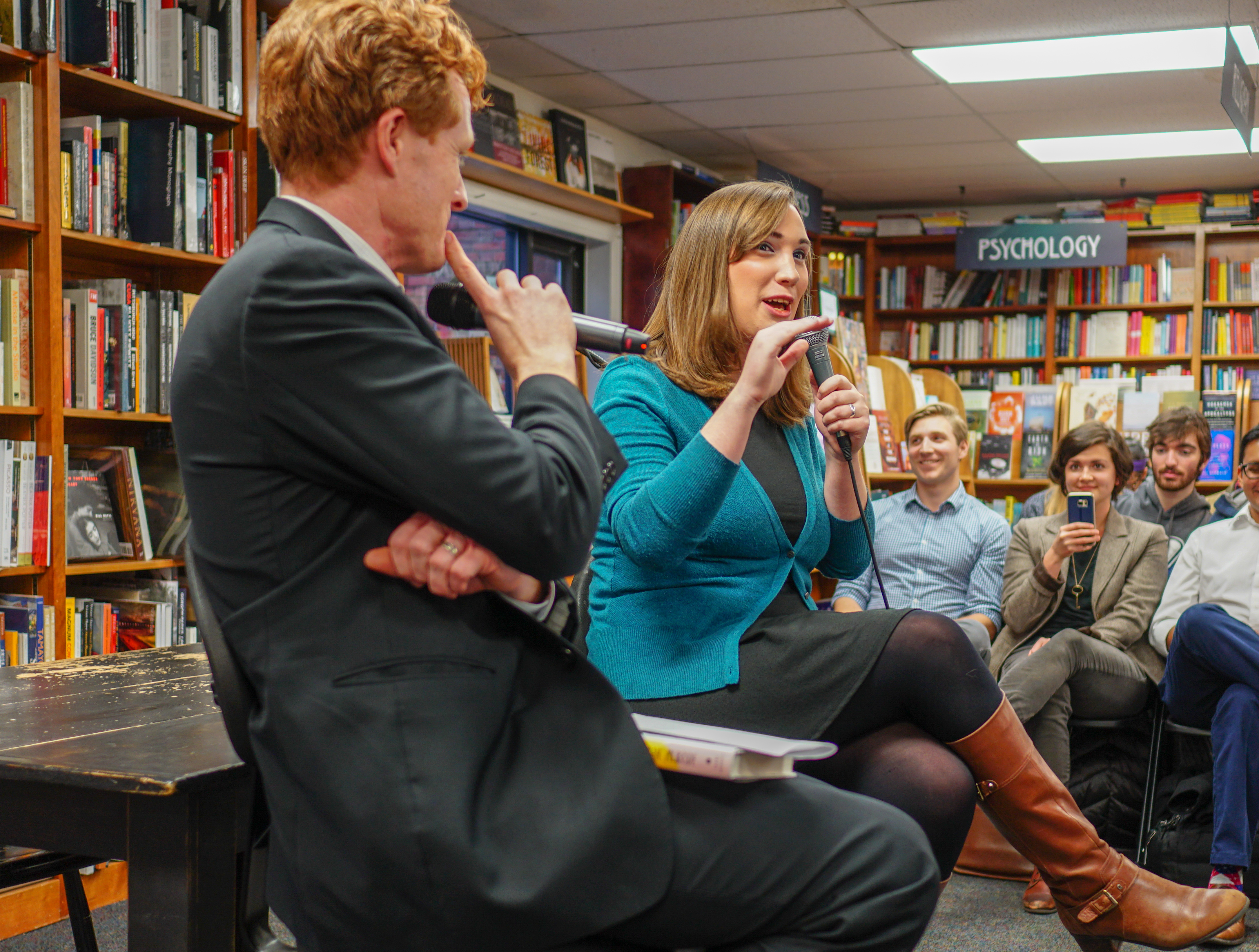
2018年に書店で下院議員のJoe Kennedyと一緒に本について話すマクブライド

マクブライド自身がオーディオブックのナレーションを行った。収録時間は9時間18分間である。
この本は、上院議員のカマラ・ハリス、Jennifer Finney Boylan、Cecile Richards、Chad Griffinから高い評価を受けた。アメリカ図書館協会のBooklistで星付きのレビューを受けた。
雑誌Kirkus Reviewsの星付きのレビューでは、次のように評価されている。"throughout, the author ably balances great accomplishments and strong emotions. Reading McBride’s inspiring story will make it harder to ostracize or demonize others with similar stories to share."
Pasteは2018年の25冊の最も期待する本の1冊に選び、次のように評価した。"informative, heartbreaking and empowering", and "a must-read, offering encouragement while showing that the fight for equality is just getting started." Autostraddle2018年のクィアとフェミニストの本のレビューにも掲載された。